# 横浜市立芹が谷小学校
横浜市立芹が谷小学校（よこはましりつ せりがやしょうがっこう）は、神奈川県横浜市港南区芹が谷三丁目にある公立小学校。

## 沿革
- 1966年 - 横浜市立永野小学校芹が谷分校として開設
- 1967年 - 横浜市立芹が谷小学校 開校
- 2006年 - 神奈川県愛鳥モデル校(現: 野生生物保護モデル校)の指定を受ける[1]

## 通学区域
- 横浜市港南区
  - 芹が谷一丁目
  - 芹が谷二丁目（一部）
  - 芹が谷三丁目
  - 東芹が谷（一部）[2]

### 進学先中学校
- 横浜市立芹が谷中学校[2]

## 交通
京急本線・横浜市営地下鉄ブルーライン 上大岡駅、横須賀線 東戸塚駅よりバス利用。「芹が谷」バス停下車。